# Parafia św. Stanisława Biskupa i Męczennika w Szczecinkach
Parafia świętego Stanisława Biskupa i Męczennika w Szczecinkach – parafia rzymskokatolicka, znajdująca się w diecezji ełckiej, w dekanacie Olecko – św. Jana Apostoła.